# 佩克光牙寶蓮魚
佩克光牙寶蓮燈魚，為輻鰭魚綱脂鯉目脂鯉亞目脂鯉科的其中一個種。分布於南美洲巴拉圭河及巴拉那河流域，體長可達5.6公分，棲息在底中層水域，生活習性不明。